# Dysgnathia mediopallens
Dysgnathia mediopallens là một loài bướm đêm trong họ Noctuidae.